# NGC 5039
NGC 5039 (również PGC 46064) – galaktyka spiralna (Sa), znajdująca się w gwiazdozbiorze Panny. Odkrył ją Francis Leavenworth 25 stycznia 1887 roku. Niektóre bazy obiektów astronomicznych (np. SIMBAD) za NGC 5039 uznają znacznie słabiej widoczną galaktykę znajdującą się kilka minut dalej na południowy zachód, jest to jednak identyfikacja błędna.